# You and I (Delegation)
You And I è un singolo del gruppo inglese Delegation, pubblicato nel 1980 ed estratto dall'album in studio Delegation.

## Classifiche
| Classifica (1980) | Posizione più alta |
| ----------------- | ------------------ |
| Belgio (Fiandre)  | 28                 |
| Italia            | 34                 |